# Pomnik Friedricha Ludwiga Jahna w Wuppertalu
Pomnik Friedricha Ludwiga Jahna w Wuppertalu – pomnik niemieckiego teoretyka gimnastyki i propagatora ćwiczeń gimnastycznych Friedricha Ludwiga Jahna, uznawanego za „Ojca” (niem. Turnvater Jahn) gimnastyki sportowej, usytuowany w dzielnicy Vohwinkel miasta Wuppertal, w kraju związkowym Nadrenia Północna-Westfalia w Niemczech.

## Opis
Pomnik znajduje się w małym parku przy jednej z podpór konstrukcji kolei podwieszanej Wuppertaler Schwebebahn, w pobliżu jej ostatniej stacji. Pomnik został odsłonięty przez ówczesne Towarzystwo Gimnastyczne z  Vohwinkel z okazji 25-lecia jego powstania 28 maja 1905 roku. Na pomniku umieszczono portret Friedricha Ludwiga Jahna, niżej godło ruchu gimnastycznego – cztery stylizowane litery F, ułożone w kształcie krzyża. Znaczą one: Frisch (świeży), Fromm (pobożny), Fröhlich (wesoły) i Frei (wolny) i pełnią rolę motta gimnastyków i poniżej kamienną płytę z napisem:

Dem Altmeister
der deutschen Turnkunst
Friedrich Ludwig Jahn
Der Vohwinkeler Turnverein
(1880–1905)
Vohwinkel, den 28. Mai 1905.

12 lipca 1925 roku Towarzystwo Gimnastyczne z Vohwinkel zainstalowało w dolnej części pomnika żelazną tablicę pamiątkową z nazwiskami członków towarzystwa, którzy zginęli podczas działań wojennych w czasie I wojny światowej.